# Spanje op de Olympische Winterspelen 1994
Tijdens de Olympische Winterspelen van 1994, die in Lillehammer (Noorwegen) werden gehouden, nam Spanje voor de veertiende keer deel.

## Deelnemers en resultaten
(m) = mannen, (v) = vrouwen 

### Alpineskiën
| Olympiër          | Discipline       | Resultaat | Prestatie                                                        |
| ----------------- | ---------------- | --------- | ---------------------------------------------------------------- |
| Luis Cristobal    | super g (m)      | 36e       | 1.37,31 (+4,78)                                                  |
| Luis Cristobal    | reuzenslalom (m) | dnf-2     | opgave run 2 1.33,34+dnf                                         |
| Ovidio García     | slalom (m)       | dnf-1     | opgave run 1                                                     |
| Ovidio García     | combinatie (m)   | dq-s1     | diskwalificatie slalom run 1 afdaling: 1.46,48                   |
| Vicente Tomas     | super g (m)      | 39e       | 1.38,02 (+5,49)                                                  |
| Vicente Tomas     | slalom (m)       | 20e       | 2.13,44 (+11,42) 1.06,71+1.06,73                                 |
| Vicente Tomas     | combinatie (m)   | 28e       | 3.31,61 (+14,08) afdaling: 1.44,32 slalom: 1.47,29 (55,68+51,61) |
| Xavier Ubeira     | super g (m)      | 38e       | 1.37,60 (+5,07)                                                  |
| Xavier Ubeira     | reuzenslalom (m) | 28e       | 2.59,35 (+6,89) 1.32,07+1.27,28                                  |
| Xavier Ubeira     | slalom (m)       | dnf-1     | opgave run 1                                                     |
| Xavier Ubeira     | combinatie (m)   | 25e       | 3.26,92 (+9,39) afdaling: 1.42,78 slalom: 1.44,14 (53,17+50,97)  |
|                   |                  |           |                                                                  |
| Mónica Bosch      | reuzenslalom (v) | 22e       | 2.41,23 (+10,26) 1.25,62+1.15,61                                 |
| Mónica Bosch      | slalom (v)       | 23e       | 2.06,11 (+10,10) 1.03,79+1.02,32                                 |
| Ainhoa Ibarra     | super g (v)      | 27e       | 1.24,50 (+2,35)                                                  |
| Ainhoa Ibarra     | reuzenslalom (v) | 17e       | 2.36,67 (+5,70) 1.23,36+1.13,31                                  |
| Ainhoa Ibarra     | slalom (v)       | dnf-1     | opgave run 1                                                     |
| María José Rienda | super g (v)      | 29e       | 1.24,65 (+2,50)                                                  |
| María José Rienda | reuzenslalom (v) | 21e       | 2.39,45 (+8,48) 1.24,62+1.14,83                                  |
| María José Rienda | slalom (v)       | dnf-1     | opgave run 1                                                     |

### Freestyleskiën
| Olympiër          | Discipline | Resultaat | Prestatie                    |
| ----------------- | ---------- | --------- | ---------------------------- |
| José Rojas        | moguls (m) | 24e       | dnq (kwalificatie: 22,49 p.) |
| Patricia Portillo | moguls (v) | 24e       | dnq (kwalificatie: 9,15 p.)  |

### Kunstrijden
| Olympiër      | Discipline | Resultaat | Prestatie                               |
| ------------- | ---------- | --------- | --------------------------------------- |
| Marta Andrade | vrouwen    | 20e       | 31,5 p. (korte kür: 21 - lange kür: 21) |

### Langlaufen
| Olympiër             | Discipline                    | Resultaat | Prestatie                             |
| -------------------- | ----------------------------- | --------- | ------------------------------------- |
| Juan Jesús Gutiérrez | 10 km klassiek (m)            | 47e       | 27.06,0 (+2.45,9)                     |
| Juan Jesús Gutiérrez | 30 km vrije stijl (m)         | 30e       | 1:19.47,3 (+7.20,9)                   |
| Juan Jesús Gutiérrez | 50 km klassiek (m)            | 19e       | 2:14.22,5 (+7.02,2)                   |
| Juan Jesús Gutiérrez | achtervolging 10 km+15 km (m) | 28e       | +5.11,2 (10 km:27.06 + 15 km:38.14,0) |
| Jordi Ribó           | 10 km klassiek (m)            | 57e       | 27.21,2 (+3.01,1)                     |
| Jordi Ribó           | 30 km vrije stijl (m)         | 29e       | 1:19.33,8 (+7.07,4)                   |
| Jordi Ribó           | 50 km klassiek (m)            | 34e       | 2:19.21,9 (+12.01,6)                  |
| Jordi Ribó           | achtervolging 10 km+15 km (m) | 47e       | +6.58,8 (10 km:27.21 + 15 km:39.46,6) |
| Carlos Vicente       | 10 km klassiek (m)            | 44e       | 27.01,4 (+2.41,3)                     |
| Carlos Vicente       | 50 km klassiek (m)            | 42e       | 2:21.03,5 (+13.43,2)                  |
| Carlos Vicente       | achtervolging 10 km+15 km (m) | 32e       | +5.24,5 (10 km:27.01 + 15 km:38.32,3) |

Amerikaanse Maagdeneilanden · Amerikaans-Samoa · Andorra · Argentinië · Armenië · Australië · België · Bermuda · Bosnië en Herzegovina · Brazilië · Bulgarije · Canada · Chili · China · Chinees Taipei · Cyprus · Denemarken · Duitsland · Estland · Fiji · Finland · Frankrijk · Georgië · Griekenland · Groot-Brittannië · Hongarije · IJsland · Israël · Italië · Jamaica · Japan · Kazachstan · Kirgizië · Kroatië · Letland · Liechtenstein · Litouwen · Luxemburg · Mexico · Moldavië · Monaco · Mongolië · Nederland · Nieuw-Zeeland · Noorwegen · Oekraïne · Oezbekistan · Oostenrijk · Polen · Portugal · Puerto Rico · Roemenië · Rusland · San Marino · Senegal · Slovenië · Slowakije · Spanje · Trinidad en Tobago · Tsjechië · Turkije · Verenigde Staten · Wit-Rusland · Zuid-Afrika · Zuid-Korea · Zweden · Zwitserland